# Wilford Horace Smith

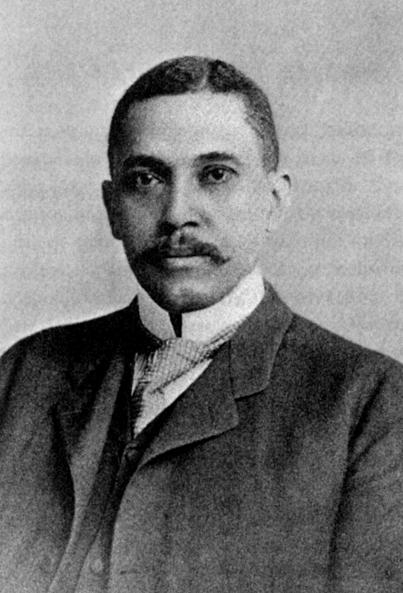
Smith alrededor de 1900

Wilford Horace Smith (abril de 1863 - 9 de junio de 1926) era un abogado estadounidense especializado en derecho constitucional. Fue el primer abogado afroamericano en ganar un caso ante la Corte Suprema de los Estados Unidos.

## Biografía
Smith nació en abril de 1863 en Misisipi. Su padre era de Virginia y su madre de Kentucky.
Asistió a la Facultad de Derecho de la Universidad de Boston y se graduó en 1883. Se casó en 1895, y alrededor del mismo año se mudó a Galveston, Texas para ejercer la abogacía. Se mudó a Manhattan, Nueva York, en 1910. Murió el 9 de junio de 1926 en Manhattan, Nueva York.

## Escritos
- Carter contra Texas (1900)
- El Negro y la Ley (1903)
- The Outlook, 29 de abril de 1905, pp. 1047-1048
- El derecho de los negros a la representación del jurado (c. 1909)